# Strynø
Strynø is een klein Deens eiland tussen Langeland, Ærø en Tåsinge.
Het ligt in de gemeente Langeland in de regio Zuid-Denemarken.

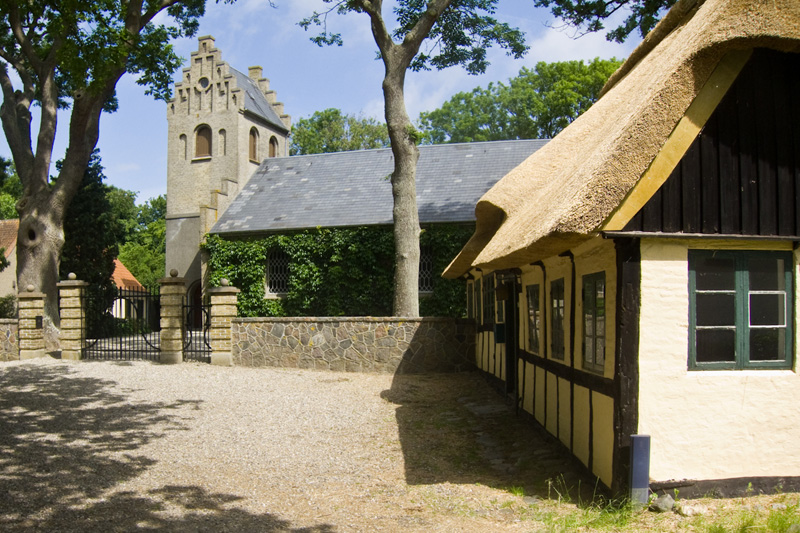
Kerk van Strynø